# Méthode de Héron
Ne doit pas être confondu avec Formule de Héron.
En mathématiques, la méthode de Héron ou méthode babylonienne est une méthode efficace d'obtention de valeurs approchées de racines carrées, c'est-à-dire de calcul d'une approximation de {\displaystyle {\sqrt {a}}} pour {\displaystyle a} positif. Autrement dit, étant donné un réel positif {\displaystyle a} , il s'agit de trouver un nombre, qui, multiplié par lui-même donne un nombre proche de {\displaystyle a}. De manière algébrique, il s'agit de résoudre de manière approchée l'équation {\displaystyle x^{2}=a}, avec {\displaystyle a} positif.

## Histoire
Cette méthode porte le nom du mathématicien Héron d'Alexandrie, qui l'expose dans le tome I de son ouvrage Metrica (Les métriques), découvert seulement en 1896. Toutefois, certains calculs antérieurs, notamment égyptiens, semblent prouver que la méthode est plus ancienne.
Héron expose ainsi sa méthode dans le problème 8 du tome I des Métriques. Il détaille initialement une méthode pour calculer l'aire d'un triangle en connaissant ses trois côtés (cf. formule de Héron), en prenant pour exemple un triangle de côtés 7, 8 et 9 unités. Il obtient alors le nombre 720 comme résultat intermédiaire, dont il doit calculer la racine carrée pour aboutir au résultat final. Il propose alors la méthode de calcul suivante :

« Puisqu'alors les 720 n'ont pas le côté exprimable, nous prendrons le côté avec une très petite différence ainsi.
Puisque le carré le plus voisin de 720 est 729 et il a 27 comme côté, divise les 720 par
le 27 : il en résulte 26 et deux tiers.
Ajoute les 27 : il en résulte 53 et deux tiers.
De ceux-ci la moitié : il en résulte 26 2' 3'.
Le côté approché de 720 sera donc 26 2' 3'.
En effet 26 2' 3' par eux-mêmes : il en résulte 720 36',
de sorte que la différence est une 36e part d'unité.
Et si nous voulons que la différence se produise par une part plus petite que le 36', au
lieu de 729, nous placerons les 720 et 36' maintenant trouvés et, en faisant les mêmes choses, nous trouverons la différence qui en résulte inférieure, de beaucoup, au 36'. »

— Héron d'Alexandrie, Metrica, tome I, 8

## Exposé de la méthode

### Approche géométrique

Les rectangles ont même aire. Chaque rectangle a pour longueur la moyenne des dimensions du rectangle précédent.

Il est intéressant de mettre en évidence le principe géométrique sous-jacent à la méthode. Chez les mathématiciens grecs[Lesquels ?], déterminer la racine carrée de a revient à trouver un carré dont l'aire soit a. En prenant un rectangle de côté arbitraire x et d'aire a, il est nécessaire que l'autre côté ait pour longueur a/x. Pour le rendre « plus carré » (dont le format L/ℓ est plus proche de 1), il suffit de considérer un nouveau rectangle dont la longueur est la moyenne arithmétique des deux côtés précédents soit
{\displaystyle {\frac {x+a/x}{2}}}
et dont l'aire reste a.
En réitérant infiniment le processus, le rectangle se transforme petit à petit en un carré de même aire. Cette constatation est à la base de la méthode de Héron.

### Principe
Pour déterminer la racine carrée du nombre (positif) a, il convient dès lors de considérer la suite définie par récurrence, dite suite de Héron, de la façon suivante :
{\displaystyle \forall n\in \mathbb {N} \quad x_{n+1}={\frac {x_{n}+{\frac {a}{x_{n}}}}{2}},}
de premier terme {\displaystyle x_{0}>0} choisi si possible « assez proche » de √a, en général la partie entière de √a.
La suite ainsi obtenue est une suite décroissante à partir du second terme, convergeant vers √a.

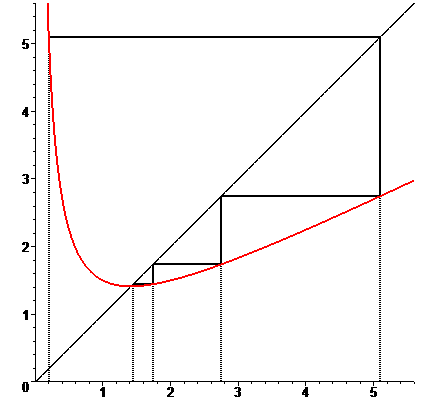
Illustration de la méthode pour avec un départ à 0,2.

Si le premier terme de la suite est un nombre rationnel, il est clair que tous les termes successifs seront des nombres rationnels, ce qui permet d'approcher un nombre irrationnel tel que la racine carrée de deux par une suite de rationnels.

### Convergence
Il est par ailleurs facile de vérifier que la convergence est quadratique : l'écart entre chaque terme et la limite √a évolue comme le carré de l'écart précédent, en effet pour tout n > 0 :
{\displaystyle x_{n+1}-{\sqrt {a}}={\frac {(x_{n}-{\sqrt {a}})^{2}}{2x_{n}}},}
soit puisque {\displaystyle x_{n}\geqslant {\sqrt {a}}} :
{\displaystyle \left|x_{n+1}-{\sqrt {a}}\right|\leq {\frac {\left|x_{n}-{\sqrt {a}}\right|^{2}}{2{\sqrt {a}}}},}
ce qui correspond bien à la définition de la convergence quadratique, c’est-à-dire que le nombre de décimales exactes double à chaque itération.
L'algorithme nécessite à chaque étape de faire une division, qui elle-même requiert une suite d'opérations d'autant plus longue que la précision demandée est importante. Néanmoins, l'algorithme est robuste, il supporte bien quelques approximations (et même quelques erreurs, dont l'effet sera de retarder l'obtention du résultat mais n'empêchera pas de l'obtenir), ce qui permet de se contenter de divisions (pas trop) fausses, au moins au début.
Du fait de sa convergence rapide, la méthode de Héron permet d'obtenir une bonne approximation de la valeur de √a même après peu d'étapes de calcul.
Exemple : calcul de √2
Soit {\displaystyle x_{0}=1}, il vient successivement :
{\displaystyle x_{1}={\frac {1+2}{2}}={\frac {3}{2}}=1{,}5,}
{\displaystyle x_{2}={\frac {3/2+4/3}{2}}={\frac {17}{12}}=1{,}4166\ldots ,}
{\displaystyle x_{3}={\frac {17/12+24/17}{2}}={\frac {577}{408}}=1{,}4142156\ldots ,}
{\displaystyle x_{4}={\frac {577/408+816/577}{2}}={\frac {665857}{470832}}=1{,}4142135623745\ldots ,}
{\displaystyle x_{5}={\frac {886731088897}{627013566048}}=1{,}4142135623730950488016896\ldots ,}
or en comparant avec une valeur approchée par d'autres méthodes (voir Racine carrée de deux pour plus de méthodes d'approximation), √2 = 1,4142135623730950488016887…, on constate bien la convergence quadratique (2 décimales exactes au deuxième calcul, 5 au troisième, 11 au quatrième, 23 au cinquième…). En seulement trois étapes, la précision relative sur la valeur de √2 est déjà de 10–6, ce qui est excellent, et de moins de 10–12 en quatre étapes. De fait, une des principales problématiques est de choisir une « bonne » valeur pour {\displaystyle x_{0}}, idéalement l'entier dont le carré est le plus proche de a, ce que suggérait d'ailleurs Héron lui-même dans la partie des Metrica consacrée à cette question.

## Généralisation de la méthode

### Racinen-ième d'un nombre
Une méthode analogue existe pour extraire la racine n-ième d'un nombre A, il convient de considérer alors la suite de terme général
{\displaystyle \forall k\in \mathbb {N} \quad x_{k+1}={\frac {1}{n}}\left[{(n-1)x_{k}+{\frac {A}{x_{k}^{n-1}}}}\right]}.
L'idée géométrique sous-jacente est la même, puisque déterminer la racine n-ième d'un nombre A consiste à trouver le côté d'un hypercube dont le « volume » (hypervolume) est A. La suite considérée revient à partir d'un (hyper)parallélépipède à n dimensions dont (n-1) côtés sont égaux, le dernier étant ajusté de façon à obtenir un volume égal à A.

### Lien avec la méthode de Newton
La méthode de Héron est un cas particulier de la méthode de Newton. En effet, dans la méthode de Newton, il s'agit de trouver un zéro d'une fonction f en utilisant la récurrence suivante :
{\displaystyle x_{n+1}=x_{n}-{\frac {f(x_{n})}{f'(x_{n})}}.}
En prenant
{\displaystyle f(x)=x^{2}-a,}
la récurrence devient
{\displaystyle x_{n+1}=x_{n}-{\frac {x_{n}^{2}-a}{2x_{n}}}={\frac {x_{n}^{2}+a}{2x_{n}}}={\frac {x_{n}+{\frac {a}{x_{n}}}}{2}}.}